# Psychonaut
Psychonaut byla rocková hudební kapela. Vznikla v Opavě, počátkem roku 1999 a zanikla na přelomu let 2007 a 2008.
Kapela pravidelně koncertovala po celém Česku, vystupovala v hudební televizi TV Óčko a pořadech jako je Noc s Andělem a podobně. Občas je bylo možno vidět i vedle hudebních hvězd jako je Matěj Ruppert nebo Roman Holý.

## Sestava
- Marek Hoblík (* 1971) – kytara, zpěv
- Pavel Lesák (* 1976) – baskytara, zpěv
- Kamil Stoklasa (* 1974) – zpěv
- Petr Jureček (* 1968) – bicí

## Diskografie
- 2000 – album Pásmo krátkých písní (Studio JAMES)
- 2001 – album Zeměven (Studio JAMES)
- 2004 – album Jsem tady (Studio Kročkov, Studio Zlín, © X Production a Michal Škoda)
- 2005 – videoklip Indián (režie:Aleš Koudela)
- 2006 – videoklip Máme rádi Jazz a O oku, hadovi a ptáku (www.paalfilm.com)